# Hoješín
Hoješín je velká vesnice, nyní místní část města Seč v okrese Chrudim. Nachází se asi 4 km jižně od Seče, na levém břehu Chrudimky, respektive vodní nádrže Seč. V roce 2009 zde bylo evidováno 431 adres. V roce 2001 zde trvale žilo 131 obyvatel.
Hoješín je také název katastrálního území o rozloze 3,2 km2.

## Památky
- zámek Hoješín - původem rokoková stavba o dvou traktech s kaplí Nejsvětější Trojice, opatřenou sanktusovou věžičkou; statek Hojěšín získal roku 1722 Leopold Schmiedel ze Schmiedenu, povýšený do panského stavu roku 1708[6]. Zámek dal do roku 1750 vystavět jeho syn Karel Bernard. V polovině 19. století a opět koncem 19. století byly upraveny fasády, štít a střechy. Roku 1959 zámek koupila Česká katolická charita a následně dala rekonstruovat pro Charitní dům řádových sester, nyní Školských sester sv. Františka. V letech 2020-2021 proběhla druhá rekonstrukce.[7]

- židovský hřbitov na břehu sečské přehrady

## Významné osobnosti
- Marie Eliška Pretschnerová (1911-1993) - blahoslavená řeholnice; zemřela zde.

## Fotogalerie

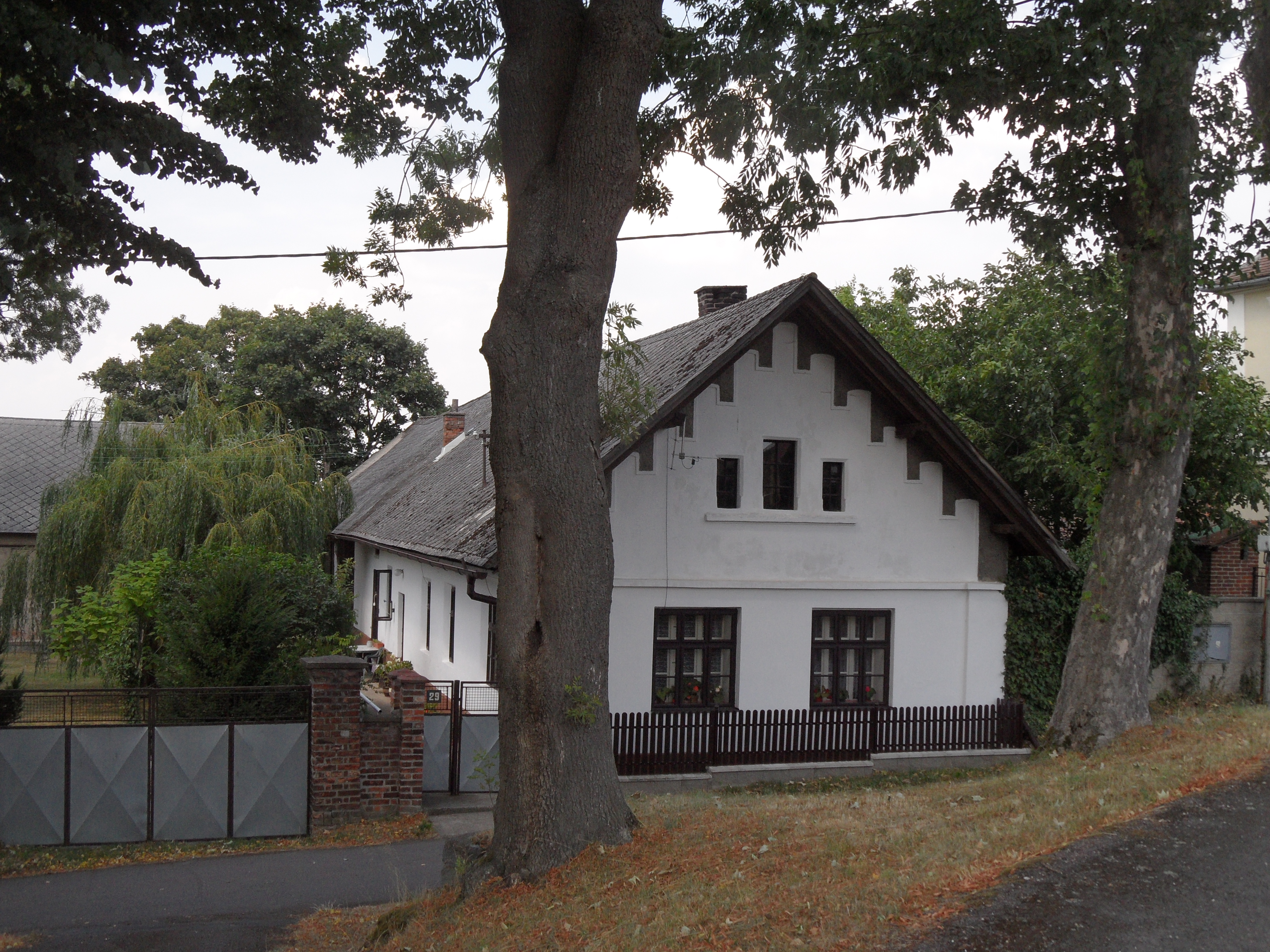
Dům na návsi
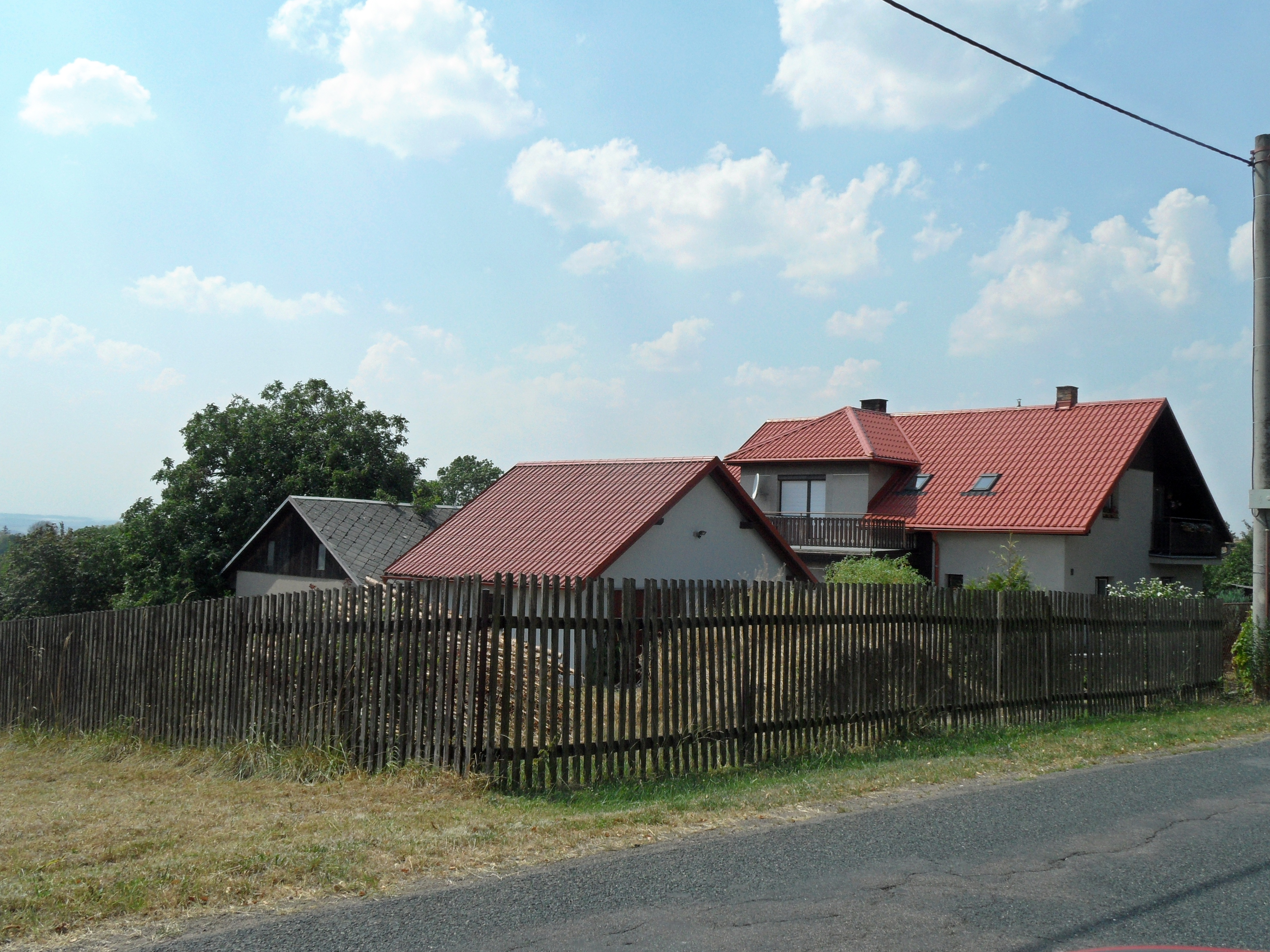
Dům na okraji obce
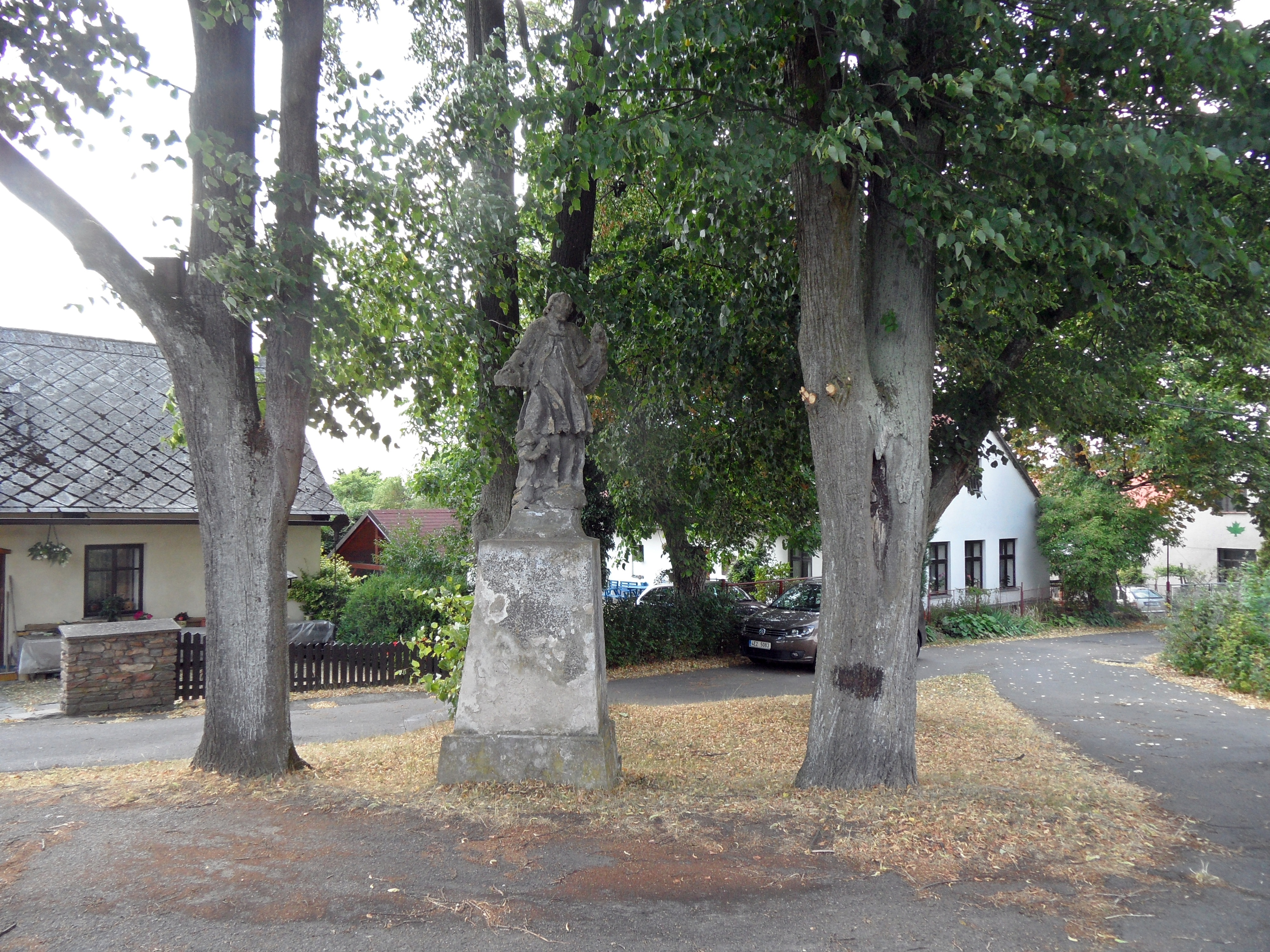
Socha na návsi
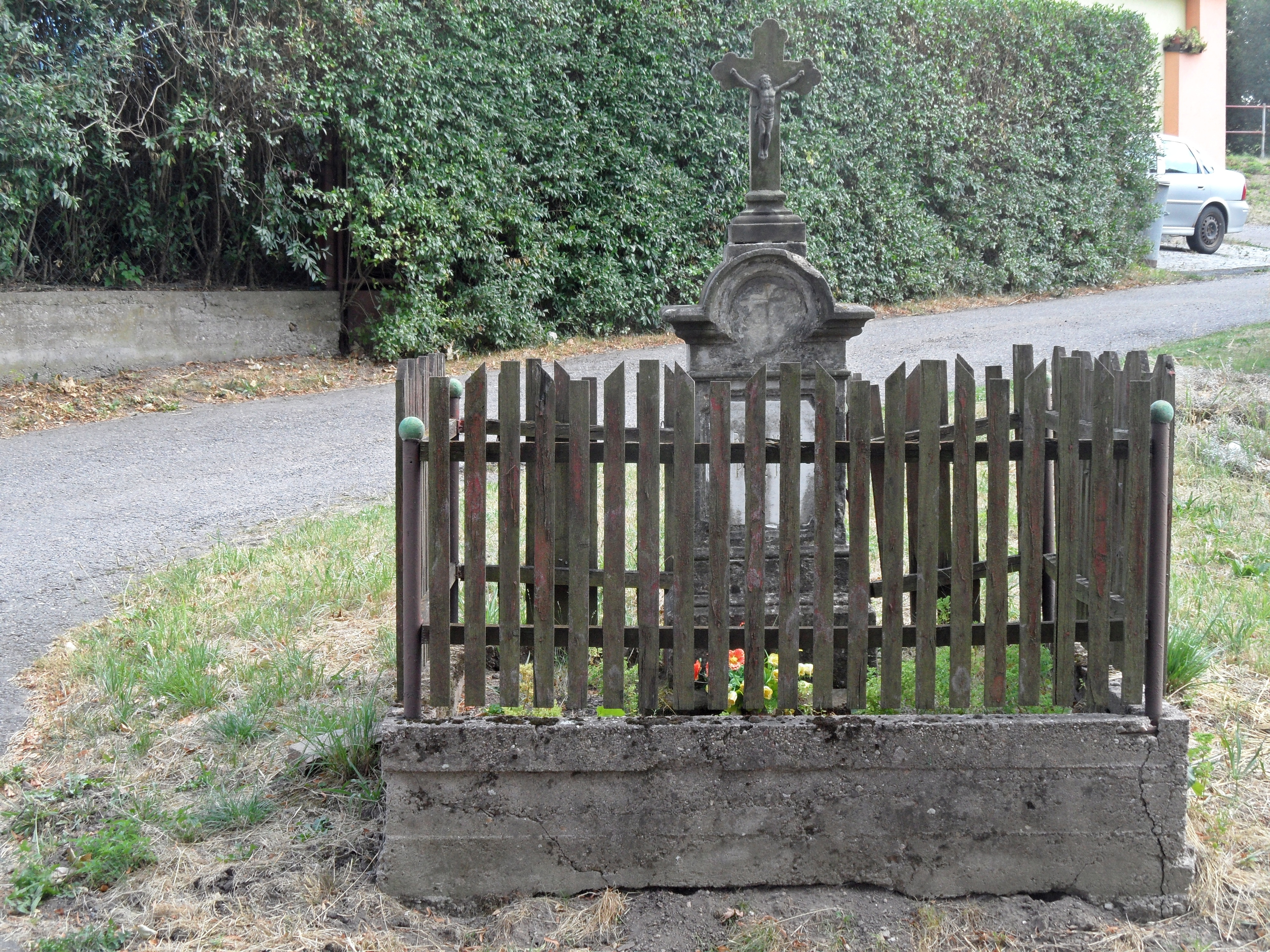
Křížek